# Neca Falk
Marjetka Neca Falk (Maribor, 19. lipnja 1950.) je slovenska pop pjevačica. Započinje svoju glazbenu karijeru na omladinskom glazbenom festivalu u Tivoliju 1969. a prvi album Danes (hr.: Danas), objavljuje 1977. Poznata je po svojim šansonama i dječjim pjesmama o mačkama koje je napisao Kajetan Kovič. Surađivala je s Alfijem Nipičem, Bojanom Adamičem, Andrejom Šifrerom, Tomažom Domiceljom, Atomskim skloništem i drugima.

## Hitovi
- Prva ljubezen (Vesela jesen, 1972.)
- Kako sva si različna (duet s Alfijem Nipičem)
- Dobro jutro, dober dan
- Banane
- Vsi ljudje hitijo
- Dravski most (Banks of the Ohio)
- Maček Muri
- Muca Maca

## Diskografija

### Albumi
- Danes (Helidon 1977.)
- Vsi Ijudje hitijo (RTVLJ 1978. kazeta)
- Zlata ladja (1978)
- Najjači ostaju (RTLJ 1980.)
- Nervozna (RTLJ 1981.)
- Maček Muri in Muca Maca (1984.)
- Maček Muri in Muca Maca (Mačji disk 1992. kazeta i video kazeta) (ponovno izdanje)
- Neca Falk (Mačji disk 1993.) (ponovno izdanje)
- Dravski most (Mačji disk 1994.) (ponovno izdanje)
- Zlata ladja (Mačji disk 1994.) (ponovno izdanje)
- Portreti (Mačji disk 1996.) (najveći hitovi)